# Prodasineura dorsalis
Prodasineura dorsalis är en trollsländeart som först beskrevs av Selys 1860.  Prodasineura dorsalis ingår i släktet Prodasineura och familjen Protoneuridae. Inga underarter finns listade i Catalogue of Life.